# Maialen Diez
Maialen Diez Rezola (Andoáin, Guipúzcoa, 1995) es una cantante y música vasca, conocida por haber participado en distintos concursos musicales de ETB1 y por resultar ganadora del talent show Egin kantu!.

## Biografía
Desde pequeña estudió en la Escuela de Música de Andoáin (Guipúzcoa). Ahí curso los estudios de solfeo, flauta travesera y guitarra, y también era miembro del coro de la escuela. También ha jugado en el equipo de fútbol Euskalduna.
En el año 2006-2007 participó en el concurso de talentos musical Egin kantu! de ETB1 y resultó ganadora del talent. Grabó el disco oficial del programa, junto a Oihan Larraza, Beñat Urkiola y Ane González. Además de eso, como miembro del grupo, dieron distintos conciertos durante los años 2007 y 2008.
En el año 2015 participó en el concurso musical Kantugiro de ETB1.
Estudió enfermería en la Universidad del País Vasco. Actualmente es matrona, oficio que compagina con el canto y la música.

## Discografía
- 2007, Egin Kantu (CD)[5][6][7]

## Filmografía

### Televisión
| Año  | Serie / Programa | Personaje                | Canal | Notas    | Referencias |
| ---- | ---------------- | ------------------------ | ----- | -------- | ----------- |
| 2007 | Egin kantu!      | Ella misma / concursante | ETB1  | Ganadora |             |
| 2015 | Kantugiro        | Ella misma / concursante | ETB1  |          | [ 3 ]       |